# Thicourt
Thicourt é uma comuna francesa na região administrativa de Grande Leste, no departamento de Mosela. Estende-se por uma área de 5,5 km². Em 2010 a comuna tinha 139 habitantes (densidade: 25,3 hab./km²).